# Bandera del Guaviare
La bandera del Guaviare es el principal símbolo oficial del departamento colombiano del Guaviare. Consiste en un cuadrado de 2.40 mts de largo por 1.20 mts de ancho, y fue diseñada por Nelson Vega Chacón. En su centro el escudo de armas del departamento, diseñado por José Antonio Escudero.

## Disposición y significado de los colores
La bandera está compuesta de tres franjas horizontales del mismo ancho y ocupadas cada una de ellas por los colores verde, blanco y azul.
Los colores poseen los siguientes significados:
- El verde, que ocupa la parte superior, significa la riqueza y el pujante esfuerzo de los colonos.

- El blanco, que está encajado en la mitad, simboliza la paz, la honradez y el trabajo de las gentes de bien.

- El azul ocupa la última parte de la bandera y representa los ríos Guayabero y Ariari que al unirse conforman el río Guaviare.

## Banderas históricas

Bandera de la Comisaría del Guaviare y del Departamento antes del año 1991.